# Pogostemon esquirolii
Pogostemon esquirolii là một loài thực vật có hoa trong họ Hoa môi. Loài này được (H.Lév.) C.Y.Wu & Y.C.Huang miêu tả khoa học đầu tiên năm 1977.